# تشيك كيتا
تشيك كيتا (بالفرنسية: Cheick Keita)‏ (16 أبريل 1996 بباريس في فرنسا - ) هو لاعب كرة قدم فرنسي في مركز الدفاع. لعب مع نادي باريس.

## روابط خارجية
- تشيك كيتا على موقع قاعدة بيانات كرة القدم.إي يو (الإنجليزية)
- تشيك كيتا على موقع ليكيب (الفرنسية)
- تشيك كيتا على موقع Soccerway.com (الإنجليزية)
- تشيك كيتا على موقع عالم كرة القدم.نت (الإنجليزية)